# Mád
Mád – gmina na Węgrzech, w komitacie Borsod-Abaúj-Zemplén, w powiecie Szerencs. 

## Położenie
Osada znajduje się w odległości 44 km na wschód od miasta Miszkolc, w regionie winnym Pogórza Tokajskiego. Najbliższym miastem jest leżący 10 km stąd Szerencs, spośród okolicznych osiedli wymienić trzeba jeszcze Mezőzombor, Rátka (9 km) oraz Tállya (9 km).

## Historia
Osada zamieszkana jest od czasów prehistorycznych. Znaleziono tu pozostałości naczyń z epoki brązu, przechowywane w Muzeum Narodowym w Budapeszcie. Odkryto już także wykopaliska z 400 n.e., wskazujące na to, że już wtedy była tu zaawansowana uprawa winorośli.
Osada istniała już w XIV wieku. Już w najdawniejszych dokumentach figuruje jako miasteczko rolnicze. W XV wieku Mád należał do odległego o około 15 km na południowy wschód grodu Tokaj, a potem do grodu Regéc. W 1541 wspominają ją jako część włości Tállya.
W 1567 Turcy podpalili osadę, ale ponownie ją zbudowano, a pod koniec XVI wieku stał się siódmą, najbardziej zaludnioną osadą komitatu Borsod-Abaúj-Zemplén. W 1627 posiadała już prawa urządzania jarmarków. W 1637 Turcy znów podpalili osadę. W celach obronnych, mieszkańcy wsi umocnili wówczas kościół.
W 1645 wieś spustoszyła epidemia dżumy, a w 1694 szarańcza, a w 1695 gradobicie. Ale po tych wielu klęskach, osada w końcu znów szybko zaczęła rozwijać się. W 1700 osadę zakupił książę Franciszek II Rákóczi i jego siostra. Sam książę często przebywał w Mád, szczególnie w okresie winobrania. Wówczas Mád był już zaliczany do bardzo sławnych miejscowości winiarskich, nawet Imre Thököly posłał swoich żołnierzy na winobranie.
W 1739 znów pustoszyła w tej wsi epidemia dżumy. W okresie wojen przeciwko Napoleonowi, wojska Pogórza Tokajskiego zbierały się w okolicach Mád. Pod koniec wieku osada zubożała, szczególnie z powodu podatków i złej pogody.

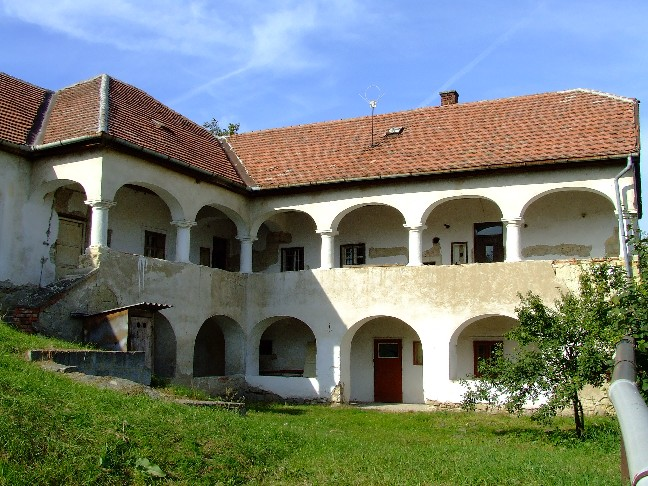
Szkoła rabinów

W 1795 zbudowano w stylu barokowym synagogę. Obok synagogi zbudowano budynek rabina, którego pełne odnowienie rozpoczęto w 2006.
W pierwszej połowie XIX wieku znów miały miejsce liczne epidemie, dziesiątkujące ludność.
W okresie Wiosny Ludów, zwanej tutaj Rewolucją Niepodległościową lat 1848-1849, w której wielu mieszkańców Mád straciło życie, między innymi 15-letni Dániel Koroknay, bohaterskie dziecko rewolucji. Jego imieniem nazwano miejscową szkołę podstawową.
W czasie II wojny światowej w Mád zorganizowany był obóz internowania dla Polaków.

## Współczesność
- Od 1859 osadę łączy linia kolejowa z miastem Miszkolc.
- W 1904 do osady Mád wprowadzono prąd elektryczny.
- W 2004 zakończono restaurowanie Synagogi w Mád nagrodzonej Nagrodą Europa Nostra.
- W 2005 osadę spustoszyła powódź, która spowodowała półmiliardowe szkody.

## Warte zobaczenia
- Dom Malonyay'ch
- Pałac ks.ks. Rákóczi-Aspremont
- Budynek kasy oszczędności Hegyalja Takarékpénztár
- Synagoga w Mád
- Cmentarz żydowski
- Kościół rzymskokatolicki
- Kościół ewangelicko-augsburski
- Kaplica
- piwnice winne